# ロバート・シャーリー (第7代フェラーズ伯爵)
第7代フェラーズ伯爵ロバート・シャーリー（英語: Robert Shirley, 7th Earl Ferrers FSA、1756年9月21日 – 1827年5月2日）は、グレートブリテン貴族。1778年から1787年までタムワース子爵の儀礼称号を使用した。

## 生涯
第6代フェラーズ伯爵ロバート・シャーリーとの長男として、1756年9月21日に生まれ、25日に洗礼を受けた。
1787年4月17日に父が死去すると、フェラーズ伯爵位を継承したが、政治に関わることはなかった。
1788年5月29日、ロンドン考古協会フェローに選出された。
1827年5月2日にヘイスティングスで死去、レスターシャーのブレドン（Bredon）で埋葬された。息子に先立たれたため、弟ワシントンが爵位を継承した。

## 家族
1778年3月13日、エリザベス・プレンティス（Elizabeth Prentise、1799年9月14日没、ジョン・プレンティスの娘）と結婚、1男をもうけた。
- ロバート・セウォリス（Robert Sewallis、1778年11月9日 – 1824年6月6日） - 1800年8月5日、ソフィア・キャロライン・カーゾン（Sophia Caroline Curzon、1779年1月13日 – 1849年2月3日、第2代スカーズデール男爵ナサニエル・カーゾン（英語版）の娘）と結婚

1799年9月28日、エリザベス・マンディー（Elizabeth Mundy、1827年2月22日没、ライトソン・マンディーの娘）と再婚した。

## 関連図書
- Shirley, Evelyn Philip (1873). Stemmata Shirleiana (英語) (2nd ed.). Westminster: Nichols and Sons. pp. 201–202.